# لی سونگ گی
لی سونگ گی (کره‌ای: 이승기؛ زادهٔ ۱۳ ژانویه ۱۹۸۷) خواننده، بازیگر، مجری و انترتینر اهل کره جنوبی است.
سونگ گی به عنوان خواننده، آهنگ‌های معروف بی‌شماری مانند «چون تو خانم منی»، «آیا با من ازدواج می‌کنی»، «بازگشت» و «مرد معمولی» دارد. او بیشتر به عنوان بازیگر شناخته می‌شود و در مناطقی از آسیا با بازی در درام‌های محبوب مانند میراث درخشان (۲۰۰۹)، دوست‌دختر من یک گومیهو است (۲۰۱۰)، پادشاه دو دل (۲۰۱۰)، کتاب خانواده گو (۲۰۱۳)، همگی محاصره شده‌اید (۲۰۱۴)، ادیسه کره‌ای (۲۰۱۸–۲۰۱۷)، بی‌خانمان (۲۰۱۹)، موش (۲۰۲۱) و کافه حقوق (۲۰۲۲) به محبوبیت رسید. او یکی از اعضای اصلی فصل اول برنامهٔ ۲ روز و ۱ شب از نوامبر ۲۰۰۷ تا فوریه ۲۰۱۲ و مجری برنامه تاک شوی قلب قوی از اکتبر ۲۰۰۹ تا آوریل ۲۰۱۲ بود.
موفقیت لی سونگ گی به عنوان خواننده، بازیگر و مجری لقب انترتینر «تهدید سه‌گانه» را برای وی به ارمغان آورد. او برای اولین بار در سال ۲۰۱۰ در فهرست سلبریتی‌های قدرتمند کره توسط مجلهٔ فوربز در رتبهٔ هفتم، متعاقباً در سال ۲۰۱۱ در رتبهٔ چهارم و در سال ۲۰۱۲ و ۲۰۱۵ در رتبهٔ ششم قرار گرفت.
موفقیت مجموعه‌های تلویزیونی وی، موقعیت او را به عنوان یک ستارهٔ برتر هالیو تثبیت کرد. او همچنین در فهرست پردرآمدترین بازیگران کره‌ای در سال ۲۰۲۱، در رتبهٔ چهارم قرار دارد.
اخیراً، لی سونگ گی به عنوان یکی از ۲۰۰ بازیگر (۱۰۰ مرد و ۱۰۰ زن) در لیست کمپینی که توسط شورای فیلم کره‌ای برگزار می‌شود، انتخاب شده‌است. هدف این پروژه، انتخاب بازیگرانی است که بهترین نماینده و نشان دهندهٔ حال و آیندهٔ فیلم کره‌ای و همچنین معرفی آنها به فیلم‌های خارج از کشور باشند.
در ۱ ژوئن ۲۰۲۱، لی سونگ گی بنا به گزارش‌ها هوک انترتینمنت را ترک کرد و آژانس شخصی خود را با نام هیومن‌مید تأسیس کرد. در ۱۰ ژوئن ۲۰۲۱، هوک انترتینمنت رسماً اعلام کرد که لی سونگ گی یک قرارداد جدید مدیریتی با آن‌ها امضا کرده‌است و از او برای دنبال کردن فعالیت‌های مستقل و خلاقانه از طریق آژانس تک‌نفرهٔ هیومن‌مید خود، پشتیبانی می‌کنند.

## تحصیلات
لی سونگ گی در ۲۰ فوریه ۲۰۰۹ از دانشگاه دونگ‌گوک فارغ‌التحصیل شد و مدرک خود را در رشته بازرگانی و تجارت بین‌المللی بدست آورد و در زمان فارغ‌التحصیلی، جایزه دستاورد ویژه دریافت کرد. وی سپس تحصیلات خود را با کسب دو مدرک کارشناسی ارشد بازاریابی، تئوری تجارت و همچنین رشتهٔ برنامه‌ریزی محتوای فرهنگی در دانشکده تحصیلات تکمیلی دانشگاه دونگ‌گوک ادامه داد.
لی سونگ گی در آماده‌سازی خود برای برنامهٔ جنگل کوچک، موفق به دریافت گواهی مشاور روان‌شناسی کودک شد.

## حرفه

### خوانندگی از سال ۲۰۰۴ تاکنون
لی سونگ گی توسط خواننده‌ای به نام لی سون-هی کشف شد و قبل از شروع به کار خود در سن هفده سالگی، به مدت دو سال تحت آموزش قرار گرفت. «چون تو خانم منی» نخستین آهنگ وی از اولین آلبوم او، یعنی رؤیای یک شاپرک بود؛ یک بالاد محبوب که سندرم «دوست داشتن زنان بزرگتر» را در کره جنوبی به وجود آورد. با این آهنگ، وی توانست در سال ۲۰۰۴ در مراسم‌های مختلف جوایز موسیقی مانند جشنوارهٔ موسیقی ام.نت کی‌ام و جوایز موسیقی سئول، جایزهٔ «بهترین هنرمند تازه‌کار» را بدست آورد. او همچنین در سال ۲۰۰۷، توانست با آهنگ «دروغ مصلحتی» از سومین آلبوم خود به نام داستان جدایی، جایزهٔ «بهترین هنرمند مرد» را در جشنوارهٔ موسیقی ام.نت کی‌ام به دست آورد.

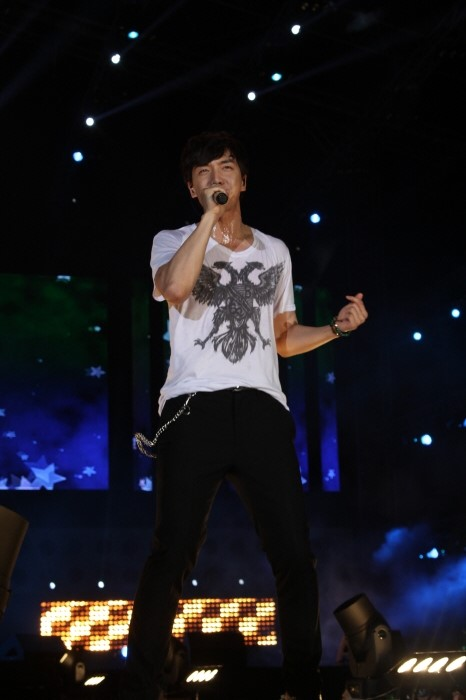
در یوسو اکسپو پاپ فستیوال، ۲۰۱۲

لی سونگ گی در سال ۲۰۰۹، یک تک‌آهنگ به نام «با من ازدواج می‌کنی؟» منتشر کرد که در کره جنوبی تبدیل به یک اثر موفق و معروف شد. او با این تک‌آهنگ برندهٔ «جایزهٔ بهترین تک‌آهنگ دیجیتال بونسانگ» در بیست و چهارمین دوره جوایز گلدن دیسک شد. در همان سال، او چهارمین آلبوم خود به نام سایه را منتشر کرد که با موفقیت همراه بود و قبل از انتشار، تعداد پیش‌فروش‌های آن به ۴۰٬۰۰۰ کپی رسیده بود.
در سال ۲۰۱۰، لی سونگ گی ورژن دو نفرهٔ آهنگ سال ۲۰۰۷ «لبخند پسر» را با اسکیت‌باز نمایشی کیم یونا ضبط کرد که این آهنگ، به آهنگ رسمی تبلیغاتی جام جهانی فوتبال ۲۰۱۰ در کره جنوبی تبدیل شد. همچنین سونگ-گی توانست جایزهٔ «بهترین تک‌آهنگ دیجیتال بونسانگ» را برای دومین بار پیاپی در بیست و پنجمین دوره جوایز گلدن دیسک برای آهنگ «عشق به من یاد داد که بنوشم» به دست بیاورد. به دنبال آن آلبوم پنجم او به نام امشب در سال ۲۰۱۱ منتشر شد، که از بالادهای سنتی لی سونگ گی جدا شد و بیشتر صدا و ملودی به سبک گروه‌های راک را دارا بود. تک‌آهنگ «ما دوست نیستیم؟» بلافاصله پس از انتشار در صدر جدول‌های موسیقی آن‌لاین قرار گرفت. تک‌آهنگ دیگر او، «دوران عشق» نیز توانست جایگاه شماره یک آن هفته در جدول ۱۰۰ آهنگ داغ کی-پاپ بیلبورد را کسب کند.
لی سونگ گی در ۶ مارس ۲۰۱۲، با انتشار اولین آلبوم ژاپنی خود به نام وقت عشق (نام دیگر: تنها در عشق) و تک‌آهنگی با همین عنوان فعالیت خود را در ژاپن آغاز کرد. آلبوم و تک‌آهنگ، هردو در جایگاه شماره یک جدول روزانه اوریکون قرار گرفتند. سونگ-گی برای جشن گرفتن موفقیت خود، یک فن میتینگ در توکیو دم سیتی‌هال برگزار کرد. او در روز ۱ ژوئن ۲۰۱۲، سه ماه پس از آغاز کار خود در ژاپن، در نیپون بودوکان، توکیو یک کنسرت برگزار کرد.
لی سونگ گی در همان سال در کره جنوبی، یک آلبوم چندآهنگه به نام جنگل منتشر کرد. تک‌آهنگ «بازگشت» برای شش هفتهٔ متوالی در جدول ۱۰۰ آهنگ داغ کی-پاپ بیلبورد، رکورددار رتبه یک شد.
لی سونگ گی در ۱۰ ژوئن ۲۰۱۵، بعد از دو سال و هفت ماه، بازگشت خود در موسیقی را با ششمین آلبوم به نام و… انجام داد.
در ۲۱ ژانویه ۲۰۱۶، آژانس لی سونگ گی، هوک انترتینمنت، اعلام کرد که سونگ-گی در ۱ فوریه برای انجام خدمت اجباری خود نام‌نویسی می‌کند. سونگ-گی به عنوان هدیه به طرفداران، در ظهر ۲۱ ژانویه، آهنگ جدیدی به نام «من دارم میرم سربازی» منتشر کرد. در ۳ مارس ۲۰۱۶ آهنگ لی سونگ گی به نام «با کسی مثل من آشنا شو» منتشر شد. این تک‌آهنگ، آخرین آهنگی است که سونگ-گی قبل از پیوستن به ارتش ضبط کرده‌است و توسط سای تهیه‌کنندگی شد.
در ۱۵ نوامبر ۲۰۲۰، لی سونگ گی قطعه‌ای از پیش منتشر شده با عنوان «مرد معمولی» پیش از انتشار هفتمین آلبوم خود به نام پروژه که در ۱۰ دسامبر ۲۰۲۰ منتشر شد، منتشر کرد.

### بازیگری از سال ۲۰۰۴ تاکنون
در سال ۲۰۰۴، لی سونگ گی در سریال کمدی موقعیت شبکهٔ ام‌بی‌سی، بی‌وقفه ۵ بازی کرد.
وی سپس در سال ۲۰۰۶، به‌طور رسمی به عنوان بازیگر در درام آخر هفته‌های شبکهٔ کی‌بی‌اس، «خواهران معروف چیل» یک سریال ۸۰ قسمتی، بازیگری خود را شروع کرد.
لی سونگ گی سپس برای اولین بار به عنوان بازیگر نقش اول مرد در درام آخر هفته‌های اس‌بی‌اس، به نام میراث درخشان در سال ۲۰۰۹ در کنار هان هیو جو بازی کرد. این درام در طول پخش خود در جایگاه اول ریتینگ بینندگان قرار گرفت و قسمت آخر آن به ریتینگ ۴۷٫۱٪ بیننده دست یافت. این موفقیت بزرگ باعث افزایش محبوبیت سونگ-گی به عنوان بازیگر و افزایش پیشنهادهای تبلیغاتی شد. او با این سریال «جایزه برترین بازیگر مرد»، «جایزه ۱۰ ستاره برتر» و «جایزه بهترین زوج» همراه با هان هیو جو در جوایز درامای اس‌بی‌اس ۲۰۰۹ دریافت کرد.
پس از آن لی سونگ گی در درام فانتزی دوست‌دختر من یک گومیهو است در شبکهٔ اس‌بی‌اس سال ۲۰۱۰، در نقش یک دانشجویی که می‌خواهد تحصیل را رها کند (علی‌رغم دلسردی شدید پدربزرگش) تا آرزوی خود را برای تبدیل شدن به یک ستارهٔ فیلم اکشن دنبال کند، بازی کرد. عملکرد او باعث شد تا او برای دومین بار «جایزه برترین بازیگر مرد»، «جایزه ۱۰ ستاره برتر» و «جایزه بهترین زوج» همراه با شین مین آ در جوایز درامای اس‌بی‌اس ۲۰۱۰ کسب کند.
لی سونگ گی در درام عاشقانه اکشن پادشاه دو دل (۲۰۱۲) در نقش عضو خاندان سلطنتی مدرن، درام فانتزی تاریخی کتاب خانواده گو (۲۰۱۳) در شبکهٔ ام‌بی‌سی و درام کمدی پلیسی همگی محاصره شده‌اید (۲۰۱۴) در شبکهٔ اس‌بی‌اس بازی کرد.
در سال ۲۰۱۵، لی سونگ گی اولین فیلم خود را به نام پیش‌بینی عشق در ژانر کمدی رمانتیک در کنار مون چه-وون بازی کرد. در ژوئیهٔ ۲۰۱۵، سونگ-گی در فیلم شاهزاده خانم و دلال ازدواج در کنار شیم اون-کیونگ به کارگردانی هان جه-ریم که فیلم چهره‌خوان را کارگردانی کرده بود، بازی کرد. این فیلم در سال ۲۰۱۸ اکران شد.
در سال ۲۰۱۷، سونگ-گی در درام فانتزی ادیسه کره‌ای به نویسندگی خواهران هونگ، بازی کرد. این اولین پروژهٔ وی پس از خدمت سربازی بود.
در سال ۲۰۱۹، سونگ-گی در درام جاسوسی اکشن بی‌خانمان بازی کرد. او با این درام «جایزه برترین بازیگر مرد در یک مینی‌سریال» و «جایزه بهترین زوج» همراه با سوزی در جوایز درامای اس‌بی‌اس ۲۰۱۹ دریافت کرد.
در سال ۲۰۲۱، سونگ-گی در سریال جنایی دلهره‌آور موش بازی کرد در ۲ دسامبر ۲۰۲۱، لی سونگ گی برندهٔ جایزه بزرگ (دسانگ) برای دسته‌بندی تلویزیون در جوایز آرتیست آسیا برای نقش با-روم در موش شد.

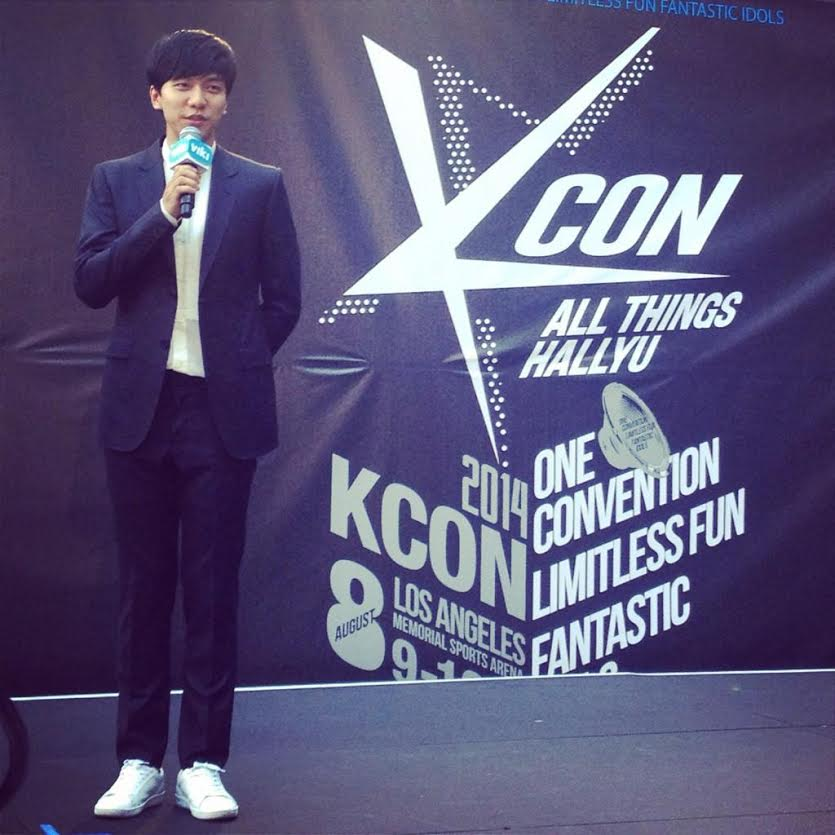
در جشنواره موسیقی کی‌کان، سال ۲۰۱۴

### سابقهٔ اجرا از سال ۲۰۰۷ تاکنون
لی سونگ گی عضو دائمی فصل اول برنامه آخرهفته‌های شبکهٔ کی‌بی‌اس۲ به نام ۲ روز و ۱ شب از نوامبر ۲۰۰۷ تا فوریهٔ ۲۰۱۲ بود. حضور در این برنامه با نام مستعار «هودانگ»، باعث شهرت وی در کره شد. در سال ۲۰۰۸، او به دلیل محبوبیت در بین تماشاگران برای برنامهٔ ۲ روز و ۱ شب، جایزهٔ محبوبیت برتر را در جوایز سرگرمی کی‌بی‌اس دریافت کرد. او همچنین جایزهٔ برترین مجری در جوایز سرگرمی کی‌بی‌اس ۲۰۱۰ و جایزه «دسانگ» همراه با سایر اعضای فصل اول این برنامه در جوایز سرگرمی کی‌بی‌اس ۲۰۱۱ دریافت کرد.
در اکتبر ۲۰۰۹، لی سونگ گی در برنامه تاک شوی سه‌شنبه شب‌های اس‌بی‌اس به نام قلب قوی همراه با کانگ هو دونگ به مجریگری پرداخت. این برنامه به عنوان بهترین برنامه در جوایز سرگرمی اس‌بی‌اس ۲۰۰۹ شناخته شد و سونگ-گی جایزهٔ بالاترین محبوبیت نتیزن را دریافت کرد. بار دیگر از سونگ-گی به خاطر نقشش در برنامه تاک شو قدردانی شد و جایزهٔ برترین مجری را برای دو سال پیاپی در جوایز سرگرمی اس‌بی‌اس سال‌های ۲۰۱۰ و ۲۰۱۱ دریافت کرد. در مارس ۲۰۱۲، سونگ-گی برای تمرکز بر حرفهٔ خوانندگی، کناره‌گیری خود را از برنامهٔ قلب قوی اعلام کرد. وی آخرین قسمت خود در این برنامه را در تاریخ ۱۵ مارس ضبط کرد که در ۳ آوریل پخش شد.
در سال ۲۰۱۵، سونگ-گی به اعضای بازیگران برنامهٔ ۲ روز و ۱ شب و پی‌دی نا یونگ-سوک در برنامهٔ سفر-واقع‌نمای سفر جدید به غرب پیوست.
در سال ۲۰۱۷، اعلام شد که لی سونگ گی به جمع بازیگران برنامهٔ شبکهٔ اس‌بی‌اس، استاد در خانه پیوست.
درسال ۲۰۱۸، لی سونگ گی مجریگری برنامه واقع‌نما/رقابتی شبکهٔ ام‌نت به نام پرودیوس ۴۸ را بر عهده گرفت. در همین سال، اعلام شد که او به فصل دوم برنامه باستد! در شبکهٔ نتفلیکس می‌پیوندد. سونگ-گی برندهٔ جایزه «دسانگ» در جوایز سرگرمی اس‌بی‌اس ۲۰۱۸ برای برنامهٔ استاد در خانه شد. او جوان‌ترین سرگرم‌کننده ای است که جایزه دسانگ را دریافت کرده‌است.
در سال ۲۰۱۹، لی سونگ گی به جمع بازیگران اصلی برنامهٔ جنگل کوچک پیوست که به عنوان یک پروژهٔ خانه و باغ برای بچه‌ها توسعه داده شده‌است. در همین سال، سونگ-گی در یک برنامهٔ سفر در شبکهٔ نتفلیکس به نام باهم به همراه بازیگر تایوانی جسپر لیو حضور پیدا کرد.
در سال ۲۰۲۰، سونگ-گی در برنامه‌های «جعبه شادی جمعه»، «هوم‌تَون فلکس» و برنامه واقع‌نمای خوانندگی به نام «دوباره بخوان»، میزبان بود.
در سال ۲۰۲۱، سونگ-گی دوباره به جمع بازیگران اصلی برنامهٔ شبکهٔ نتفلیکس به نام باستد! برای فصل سوم ملحق شد و همچنین به اعضای اصلی برنامهٔ شبکهٔ اس‌بی‌اس، تیم آپ ۰۷۲، یک برنامهٔ سرگرمی گلف و به عنوان مجری و نمایندهٔ ویژه، یک موقعیتی منحصر به فرد که وظیفهٔ آن فراهم کردن صمیمیت و راهنمایی برای کارآموزان و حمایت از آنها در فینال بود، به برنامهٔ لَود پیوست. در ۲۰ نوامبر، لی سونگ گی در برنامهٔ ورایتی شوی نتفلیکس، دنیای جدید پیوست. در ۶ دسامبر او دوباره به عنوان مجری به برنامهٔ دوباره بخوان برای فصل دوم ملحق شد. در همین سال او برندهٔ جایزه بهترین مجری مرد ورایتی برای کارش در برنامه‌های باستد!، باهم، هوم‌تَون فلکس، دوباره بخوان و استاد در خانه شد.

### به عنوان مدیر عامل و تهیه‌کننده از سال ۲۰۲۱ تاکنون
هیومن مید، کمپانی تولیدی بنیان‌گذاری شده توسط لی سونگ گی، یک اجرای انحصاری برای مومنت هَوْس ژاپن (Moment House Japan) آماده کرده‌است که ترکیبی از محتوای مستند و اجرای زنده را در برخواهد داشت. بازیگر و آرتیست لی سونگ گی، بر تولید این برنامه نظارت خواهد داشت تا مطمئن شود که قدرت و جذابیت‌های جسی از صفحهٔ نمایش شما عبور خواهد کرد و به قلب شما نفوذ پیدا می‌کند.

## در رسانه‌ها
در کره جنوبی، لی سونگ گی چندین لقب مانند اُم‌چین‌آه ملت (پسر باهوش دوست مادرت)، برادر کوچک ملت، داماد ملت و هودانگ ملت، تصویری که از خودش در برنامهٔ ۲ روز و ۱ شب به دست آورده بود، را به دست آورده‌است.
در سال ۲۰۱۱ و ۲۰۱۲، او یکی از مورد درخواست‌ترین و محبوب‌ترین مدل‌های تجاری و مشهورترین سلبریتی‌ها در کره جنوبی بوده‌است. او طیف گسترده‌ای از محصولات و خدمات را تبلیغ می‌کند و به‌طور مداوم در نظرسنجی ماهانهٔ انجمن تبلیغ کنندگان کره، رتبهٔ بالایی به دست آورده‌است.
در ۲۳ ژوئن ۲۰۱۲، لی سونگ گی یکی از مشعلداران بازی‌های المپیک تابستانی لندن ۲۰۱۲ در حرکت مشعل بود، و توسط سامسونگ انتخاب شده بود. در ۳۰ اکتبر ۲۰۱۲، کمیسیون ملی انتخابات کره جنوبی، لی سونگ گی را به عنوان سفیر افتخاری مبارزات انتخاباتی آنلاین کشور برای یک انتخابات ریاست جمهوری عادلانه و تمیز، انتخاب کرد.
موفقیت لی سونگ گی به عنوان خواننده، بازیگر و مجری، لقب انترتینر «تهدید سه‌گانه»، امپراتور و پرنس بالاد را برای وی به ارمغان آورد. لقب‌های دیگری که توسط رسانه‌ها به او داده شده‌است، شامل طلسم انسانی و پری آب و هوا است.

## زندگی شخصی

### خدمت سربازی اجباری

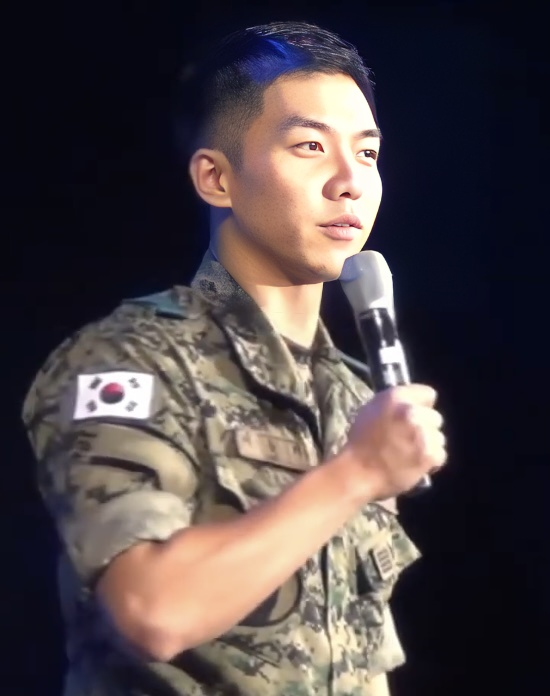
در کنسرت ارتش، ۲۰۱۷

در ۱ فوریه ۲۰۱۶، لی سونگ گی ۲۱ ماه خدمت سربازی اجباری خود را به عنوان سرباز وظیفه فعال آغاز کرد، و وارد مرکز آموزش سربازگیری ارتش ننسان در استان چونگچانگ جنوبی شد. پس از پنج هفته آموزشی و پس از مراسم خاتمه، او به نقش تعیین شدهٔ خود اعزام شد.
او در ۳۱ اکتبر ۲۰۱۷ به‌طور رسمی از ارتش در شهرستان جونگ‌پیونگ در استان چونگچانگ شمالی مرخص شد، جایی که او عضو تیپ سیزدهم نیروهای ویژه «پلنگ سیاه»، ستاد فرماندهی جنگاوری ویژه ارتش جمهوری کره بود و به عنوان متخصص اطلاعات نظامی خدمت می‌کرد.
گزارش شده‌است که لی سونگ گی داوطلب شده و آموزش‌هایی را که برای سربازان وظیفه و سربازان اداری مورد نیاز نیست، به اتمام می‌رساند، که این شامل آموزش چتر نجات است، جایی که او در یک تمرین فرود چتر که ۷۳۰ متر بالاتر از سطح زمین انجام شد، موفق می‌شود، سایر آموزش‌ها شامل کراو ماگا سطح ۱ و راهپیمایی مسافت طولانی است، جایی که او جزو ۱۰٪ برتر بین ۱۰۰۰ دوندهٔ ماراتون بود، به عنوان بخشی از تیپ سیزدهم نیروهای ویژه «پلنگ سیاه»، ستاد فرماندهی ویژه جنگاوری ارتش جمهوری کره بوده‌است که در تاریخ ۱ دسامبر ۲۰۱۷ به دنبال تنش با کره شمالی در صورت وقوع جنگ در دو کشور، با مأموریت ترور مقامات عالی رتبهٔ کره شمالی، به عنوان واحد سر بریدن به نام تیپ سیزدهم مأموریت ویژه تغییر نام یافت، وی همان آموزش سایر سربازان را هنگام تحول واحد با موفقیت به پایان رساند، از جمله آن‌هایی که برای سربازان وظیفه لازم نیست.

## ترانه‌شناسی
- رؤیای یک شاپرک (۲۰۰۴)
- دیوانه برای تو (۲۰۰۶)
- داستان جدایی (۲۰۰۷)
- سایه (۲۰۰۹)
- امشب (۲۰۱۱)
- و… (۲۰۱۵)
- پروژه (۲۰۲۰)

## واژه‌نامه
1. ↑  HumanMade
2. ↑  Because You're My Woman, 내 여자라니까; Nae yeojaranikka
3. ↑  The Dream of a Moth, 나방의 꿈; Nabangui kkum
4. ↑  liking older women
5. ↑  White Lie, 착한 거짓말; Chakan geojinmal
6. ↑  Story of Separation, 이별이야기; Ibyeoriyagi
7. ↑  Will You Marry Me, 결혼해 줄래; Gyeolhonhae jullae
8. ↑  Shadow
9. ↑  Smile Boy
10. ↑  Love Taught Me To Drink, 사랑이 술을 가르쳐; Sarangi sureul gareuchyeo
11. ↑  Tonight
12. ↑  Aren't We Friends, 친구잖아; Chingujana
13. ↑  Era of Love
14. ↑  Time for Love
15. ↑  Return, 되돌리다; Doedollida
16. ↑  And... , 그리고... ; Geurigo
17. ↑  I'm Going to the Military, 나 군대 간다; Na gundae ganda
18. ↑  Meet Someone Like Me, 그런 사람; Geureon saram
19. ↑  The Ordinary Man, 뻔한남자; Ppeonhannamja
20. ↑  The Project
21. ↑  The Famous Chil Sisters, 소문난 칠공주; lit: Famous Chil Princesses